# Melithaea tenuis
Melithaea tenuis is een zachte koraalsoort uit de familie Melithaeidae. De koraalsoort komt uit het geslacht Melithaea. Melithaea tenuis werd in 1908 voor het eerst wetenschappelijk beschreven door Kükenthal. 